# Cebuano

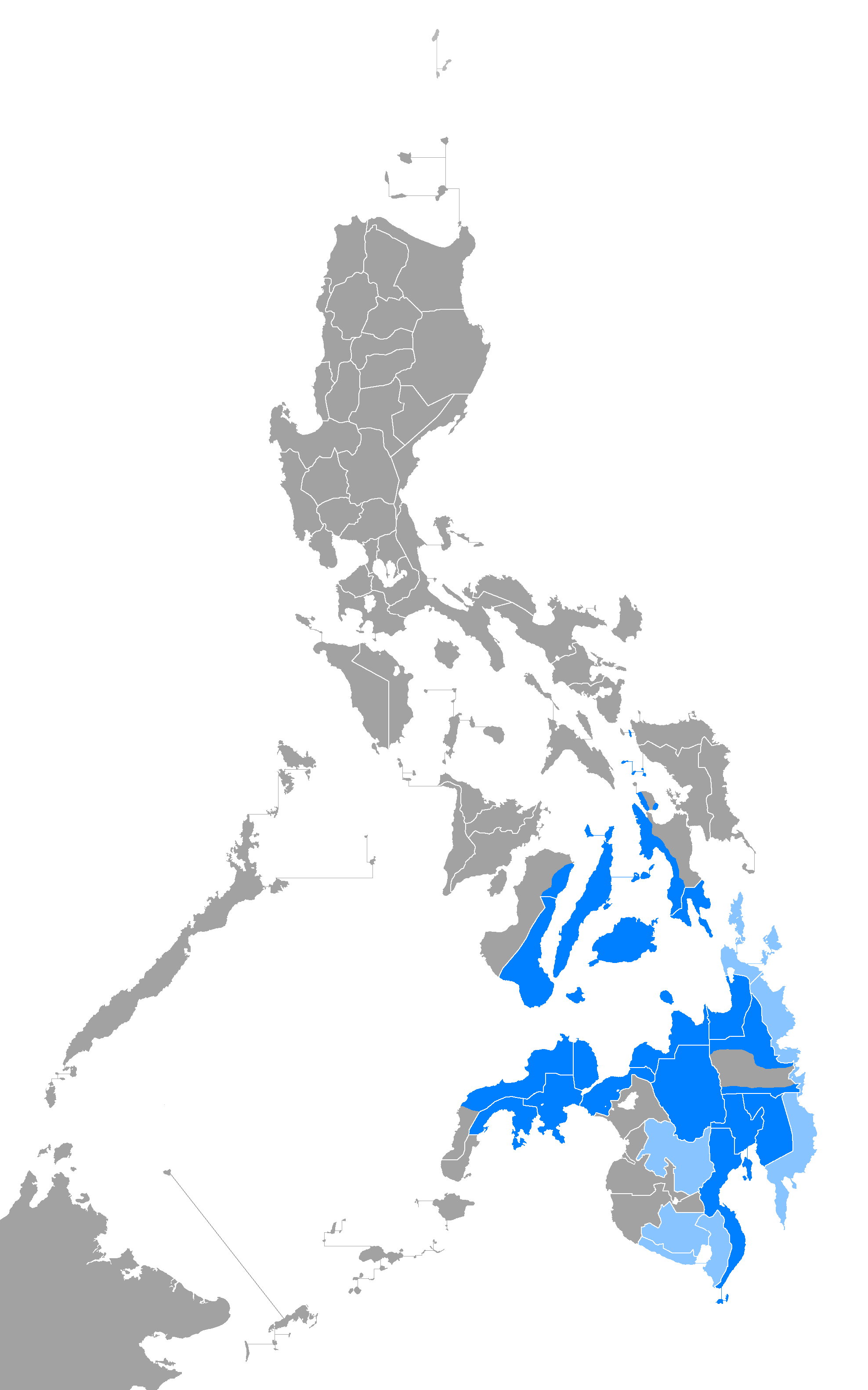
Gebieden in de Filipijnen waar Cebuano wordt gesproken

Cebuano (ook wel: Sugbuanon) is een Austronesische taal die wordt gesproken in de Filipijnen door ongeveer 21 miljoen mensen. Het Cebuano maakt deel uit van de Visaya-taalgroep.
Het Cebuano wordt gesproken door de inwoners van Cebu, Bohol, Negros Oriental en mensen in het westen van Leyte, Southern Leyte en grote delen van Mindanao. De taal wordt ook gesproken op een aantal plaatsen in Samar. De inwoners van Bohol noemen de taal ook wel Bol-anon, terwijl de Cebuanosprekende inwoners van Leyte hun taal ook wel Kana noemen.

## Klanken
Cebuano heeft zestien medeklinkers: p, t, k, [ʔ] (de keelstop), b, d, g, m, n, ng, s, h, w, l, r en y. Er zijn drie klinkers: i, a, en u/o. De klinkers u en o zijn
allofonen, waarbij u altijd aan het begin van een lettergreep wordt gebruikt, en o altijd aan het einde van een lettergreep. Er zijn echter uitzonderingen hierop, zoals kamatuoran (waarheid) and hangtúd (totdat). Door Spaanse invloeden is de e toegevoegd, maar enkel voor leenwoorden. Klemtonen worden ook gebruikt om woorden te onderscheiden; zo betekent dápit "uitnodigen", terwijl dapít "dichtbij" betekent. De medeklinkers [d] en [ɾ] waren ooit allofonen, maar kunnen
niet onderling verwisseld worden: kabunturan (hoogland) [van buntód, berg] is
correct, maar kabuntudan niet, tagadihá (van daar) [van dihá, daar] is correct, maar tagarihá niet.

## Grammatica

### Voornaamwoorden
Voornaamwoorden in Cebuano worden verbogen voor persoon, nummer en naamval.
De vier naamvallen zijn nominatief, prepositionalis, postpositionalis, en obliek.
|                                             | Absolutive | Ergatief₁ (Postpositionalis) | Ergatief₂ (Prepositionalis) | Obliek         |
| ------------------------------------------- | ---------- | ---------------------------- | --------------------------- | -------------- |
| 1ste persoon ev.                            | ako, ko    | nako, ko                     | akong                       | kanako, nako   |
| 2de persoon ev.                             | ikaw, ka   | nimo, mo                     | imong                       | kanimo, nimo   |
| 3de persoon ev.                             | siya       | niya                         | iyang                       | kaniya, niya   |
| 1ste persoon mv. inclusief de toegesprokene | kita, ta   | nato                         | atong                       | kanato, nato   |
| 1ste persoon mv. exclusief de toegesprokene | kami, mi   | namo                         | among                       | kanamo, namo   |
| 2de persoon mv.                             | kamo, mo   | ninyo                        | inyong                      | kaninyo, ninyo |
| 3de persoon mv.                             | sila       | nila                         | ilang                       | kanila, nila   |

Cebuano, zoals de meeste andere Austronesische talen, maakt gebruik van een inclusief en exclusief wij. Dit onderscheid, dat niet wordt gevonden in de meeste Europese talen, geeft aan of de toegesprokene wel of niet als behorende bij 'wij' wordt gezien.
Voorbeelden:
Moadto kami sa sinehan.

"Wij (iemand anders en ik, maar niet jij) gaan naar de film."

Moadto kita sa sinehan.

"Wij (jij en ik, en mogelijk nog iemand anders) gaan naar de film."

## Vocabulaire en leenwoorden
Cebuano heeft een lange traditie van Spaanse leenwoorden, zoals krus [cruz] (kruis), swerte [suerte] (geluk), en brilyante [brillante] (briljant). Er zijn ook enkele honderden leenwoorden uit het Engels, die aangepast worden aan de beperkte phonemiek van het Cebuano: brislit (bracelet), hayskul (high school), syapin (shopping), dikstrus (dextrose), sipir (zipper), bigsyat (big shot), seksi (sexy), of prayd tsikin (fried chicken), espisyal (special). Er zijn ook leenwoorden uit andere talen zoals Arabisch, bijvoorbeeld salamat (bedankt) en religieuze woorden zoals imam en Islam, en Sanskriet mahárlika [mahardikka] (adel) en karma.
Gebruik van asa en hain
Asa en hain - betekenen beide waar - maar worden verschillend gebruikt in formeel, geschreven Cebuano.
Asa wordt gebruikt bij het vragen naar een plaats.
Asa ka padulong? (Waar ga je heen?)
Asa ta molarga? (Waar reis je naartoe?)
Hain wordt gebruikt bij het vragen naar personen of dingen.
Hain na ang gunting? (Waar is de schaar?)
Hain na si Dinky? (Waar is Dinky?)
Echter, in modern gesproken Cebuano, wordt asa gewoonlijk gebruikt om hain te vervangen. Je hoort nog maar zelden het woord hain gebruiken (en dan nog hoofdzakelijk door oudere Cebuanos).

## Woorden en zinnen

### Getallen
|         | Telwoord                              | Rangtelwoord                            |
| ------- | ------------------------------------- | --------------------------------------- |
| 1       | usà                                   | úna                                     |
| 2       | duhà                                  | ika-duhà                                |
| 3       | tulò                                  | ika-tulò                                |
| 4       | upàt                                  | ika-upàt                                |
| 5       | limà                                  | ika-limà                                |
| 6       | unòm                                  | ika-unòm                                |
| 7       | pitò                                  | ika-pitò                                |
| 8       | walò                                  | ika-walò                                |
| 9       | siyàm                                 | ika-siyàm                               |
| 10      | napú'ô                                | ika-napú'ô                              |
| 11      | napú'ô'g usá/napulo'g/napulo ug usá   | ika-napú'ô'g usá/napulo'g/napulo ug usá |
| 20      | kawhaan                               |                                         |
| 30      | katlo-an                              |                                         |
| 100     | usa ka gatos                          |                                         |
| 1000    | usa ka libo                           |                                         |
| 100,000 | usa ka gatos ka libo                  |                                         |
| 500,000 | lima ka gatos ka libo/tunga sa milyon |                                         |
| 1000000 | usa ka milyon                         |                                         |

Wanneer telwoorden worden gebruikt voor geld, wordt nog heel vaak het Spaanse leenwoord gebruikt, vaak omdat dit korter is. Voorbeeld:
Pila kana - Hoeveel is dat?
Als iets 50 of 20 pesos kost, dan zou in puur Cebuano het antwoord moeten zijn:
Kalim'an ka pisos of kawhaan ka pisos. Gebruikelijk is echter:
Singkwenta pesos of baynte pesos

### Dagelijkse uitdrukkingen
- Echt waar?/Werkelijk?. Diay?
- Echt waar/Werkelijk. Lagi.
- Hoe vaak moet ik het nog zeggen. Lagi.
- Dat hangt van jou af/Wat je maar wilt. Ikaw ang bahala.
- Wie weet/doet er niet toe/we zullen zien. Bahala na.
- Ik ben van Cebu. Taga Cebu ako.
- Ik ben Pablo. Ako si Pablo.
- Mag ik iets vragen? Mahimo bang mangutana? of Puwede ko mangutana?
- Hoe is het met je/u? Kumusta ka?
- Goed. (Het gaat goed met me.) Maayo.
- Hoe oud ben je? Pila'y imong idad?
- Hoe veel? Pila? of Tag-pila?
- Ik weet het niet. Wala ko kahibalo. of Ambut.
- Ik mis je heel erg. Gihandum ko ikaw pag-ayo.
- Je bent altijd in mijn gedachten/hart. Ikaw ang nasa hunahuna/kasingkasing ko.
- Goeie dag! Maayong adlaw!
- Goedemorgen! Maayong buntag!
- Goedemiddag! (tussen 12 en 1) Maayong udto!
- Goedemiddag! (na 1 uur) Maayong hapon! of Maayong Palis!
- Goedenavond! Maayong gabii!
- Wie ben je? Kinsa ka? (Informeel)
- Wanneer is Kanus-ǎ ang
- Waar woon je? Asa ka nagpuyô?
- Waar kom je vandaan? Taga-asa ka?
- Waar ga je heen? Asa ka padulong?
- Waar gaan zij heen? Asa sila padulong?
- Waar is Asa ang
- Waar is de badkamer? Asa man ang banyo?
- Waar is het toilet?  Asa man ang kasilyas? of Asa man ang CR? (CR van het Engels "Comfort Room").
- Waar is de markt? Asa man ang merkado?
- Duur Mahal
- Wat Unsa
- Wat is dit? Unsa ni?
- Wat is dat? Unsa nâ?
- Wat moeten we doen? Unsay among buhaton? of  Unsay atong buhaton? of Unsay angay namong buhaton? of Unsay angay natong buhaton?
- Hoe heet je? Unsay ngalan nimo? Unsay imong ngalan?, of informeel, Kinsa'y ngalan nimo?
- Het hoeveelste kind ben jij (in de familie)? Ikapila ka sa imong pamilya?
- Ik wil dat graag kopen. Gusto ko mopalit anâ.
- Ik wil daar graag twee van. Gusto ko ug duha anâ.
- Hallo, ik heet Bong. Kumusta, Bong akong ngalan., of informeel, Ako si Bong.
- Hoe je mond! Hilom! of Saba!
- Help me! Tabangi ko!
- Help! Tabang!
- Help me alsjeblieft! Palihug tabangi ko! of Palihug tabangi ako!
- Wacht even. Kadiyot lang. of Huwat sâ.
- Hoe laat is het? Unsa nang (namang) orasa?
- Het is vijf uur. Alas singko na.
- Ik hou van je. Gihigugma ko ikaw. of Nahigugma ko nimo. of Gihigugma tika. of Gimahal ko ikaw.
- Pas op! Pagbantay! of Pagmatngon!
- Wees voorzichtig! Pag-ayo-ayo! of Pag-amping!
- Pak aan! (slang) Usapa 'na! (letterlijk Kauw dit!)
- Au! Agay!
- Niet doen! Ayaw!
- Ja Oo
- Nee Dili
- Lekker! Lami! (Gebruikt voor eten. Echter, ook Ikaw lami sa mata ko. - Je bent lekker/een snoepje voor mijn ogen).
- Echtgenoot Bana
- Echtgenote Asawa
- Tot ziens/OK Sige
- Enkel/Slechts Nalang of lang (ook Sorry nalang. Het spijt me.)
- Het geeft niet. Sige nalang.
- Kip Manok
- Varken Baboy
- Het stinkt. Bahô
- Vet/dik Tambok
- Knap Gwapo (man), Gwapa (vrouw)

## Wikipedia
De versie van Wikipedia in Cebuano is na de Engelse verreweg het grootst qua aantal artikelen. Veel zijn door een bot aangemaakt.